# Херрман, Эрих
Эрих Херрман (нем. Erich Herrmann; 21 мая 1914, Берлин — 13 апреля 1989, Гамбург) — немецкий гандболист. Чемпион Олимпийских игр 1936 года в Берлине.
В 1936 году Херрман вошёл в состав сборной Германии для участия в Олимпийских играх в Берлине, на которых впервые был представлен гандбол. На соревнованиях он принял участие в трёх встречах, включая решающую игру против Австрии, а его сборная стала олимпийским чемпионом, одержав победы в каждом из матчей. В 1938 году вместе со сборной выиграл чемпионат мира на открытом воздухе.